# Arthur Moritz Schoenflies

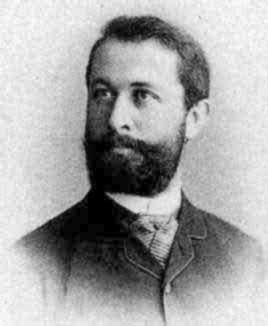
Arthur Moritz Schoenflies

Arthur Moritz Schoenflies (Landsberg an der Warthe, 17 april 1853 – Frankfurt am Main, 27 mei 1928), soms geschreven als Schönflies, was een Duitse wiskundige, die belangrijke bijdragen heeft geleverd aan de toepassing van de groepentheorie op de kristallografie en aan de ontwikkeling van de topologie.
Schoenflies werd geboren in de toenmalig Duitse stad Landsberg an der Warthe, tegenwoordig Gorzów Wielkopolski in Polen. Hij werd geboren in een Joodse familie. Zijn vrouw was Emma Levin, met wie hij vijf kinderen kreeg, waarvan er twee in de Holocaust werden vermoord. De bekende personen: Walter Benjamin, Gertrud Kolmar en Gustav Hirschfeld waren familie van hem.
Schoenflies studeerde van 1870 - 1875 aan de Universiteit van Berlijn onder Ernst Kummer en Karl Weierstrass. Hij werd beïnvloed door Felix Klein. In 1877 behaalde hij zijn doctoraat, waarna hij in 1878 leraar werd aan een school voor middelbaar onderwijs in Berlijn. Twee jaar later, in 1880, ging hij als docent naar Colmar, toen een deel van Duitsland. In 1891 werd hij tot hoogleraar benoemd aan de nieuw opgerichte leerstoel Toegepaste Wiskunde aan de Universiteit van Göttingen. Acht jaar later, in 1899, werd hij professor aan de Universiteit van Königsberg. Vanaf 1911 was hij hoogleraar aan de Academie voor Sociale en Commerciële Wetenschappen in Frankfurt. Schoenflies eindigde zijn carrière in 1922 als rector van de Universiteit van Frankfurt, waarvan hij een van de mede-oprichters was. In 1922 was hij voorzitter van de Deutsche Mathematiker-Vereinigung.
Dankzij een hint van Felix Klein, en op hetzelfde moment als Yevgraf Stepanovich Fjodorow, heeft Schoenflies met groepentheorie aangetoond dat er niet meer en niet minder dan 230 symmetriegroepen van kristal-structuren voorkomen, de 230 3D-ruimtegroepen. Hij heeft een notatie voor de puntgroepen bedacht, die naar hem vernoemd is: de Schoenflies-notatie.
In de topologie heeft hij de subtiele en moeilijk te bewijzen stelling van Schoenflies geponeerd over wat een (n − 1)-bol in de Euclidische n-ruimte topologisch gezien is.
Schoenflies schreef samen met Walther Nernst een introductie voor natuurwetenschappers en ingenieurs in de wiskundige behandeling van de natuurwetenschappen ("Inleiding tot de wiskundige behandeling van de wetenschap", 1895). Dit werk was geruime tijd een standaardwerk.